# Karl Theodor Rümpler
Karl Theodor Rümpler (Ruempler)  (1817-1891) fue un botánico alemán. En el Herbario de plantas vasculares de Múnich, Baviera, se hallan duplicados de sus colecciones botánicas. Realizó expediciones botánicas por Alemania, y a Libia. Fue asistente curador en el "Museo botánico de Berlín".

## Algunas publicaciones

### Libros
- eduard Schmidlin, th Nietner, theodor Rümpler. 1905. Schmidlin's Gartenbuch: praktische Anleitung zur Anlage und Bestellung der Haus- und Wirthschaftsgärten nebst Beschreibung und Kultur-Anweisung der hierzu tauglichsten Bäume, Sträucher, Blumen und Nutzpflanzen ( Libro Schmidlin del jardín: guía práctica para crear y ordenar la casa y jardines, junto con la descripción de la cría y cultivo de árboles, arbustos, flores y cultivos). Ed. P. Parey. 1.016 pp.

- k. theodor Rümpler, wilhelm Mönkemeyer. 1895. Zimmergärtnerei; Anleitung zur Zucht und Pflege der für die Unterhaltung in bürgerlichen Wohnräumen geeignetsten Ziergewächse (Sala de Vivero, guía de cría y cuidado en salones más adecuado para las plantas ornamentales). Ed. P. Parey. 276 pp.

- carl friedrich Förster, k. theodor Rümpler. 1886. Carl Friedrich Förster's Handbuch der Cacteenkunde: in ihrem ganzen Umfange nach dem gegenwärtigen Stande der Wissenschaft bearbeitet und durch die seit 1846 begründeten Gattungen und neu eingeführten Arten vermehrt ( Manual de Carl Friedrich Forster de Cactus: en toda su extensión en el estado actual de la ciencia, editado y aumentado por 1.846 géneros y especies introducidas). Volumen 4 de Der Gesammte Gartenbau. Ed. Wöller. 1.029 pp.

- 1882. Illustriertes Gartenbau-Lexikon. 1180 pp.

- 1879. Illustrirte gemüse- und Obstgärtnerei. Ed. Wiegandt, Hempel & Parey. 524 pp.

- -------------, Vilmorin-Andrieux. 1879. Vilmorin's illustrierte Blumengärtnerei: mit 1416 in den Text gedruckten Holzschnitten. Ed. Wiegandt, Hempel & Parey. 1.273 pp.

- La abreviatura «Rümpler o Ruempler» se emplea para indicar a Karl Theodor Rümpler como autoridad en la descripción y clasificación científica de los vegetales.[3]